# مراقبت مدیریت‌شده
اصطلاح مراقبت مدیریت‌شده یا مراقبت بهداشتی مدیریت‌شده (انگلیسی: Managed care) در ایالات‌متحده گروهی از فعالیت‌ها را توصیف می‌کند که ظاهراً قصد کاهش هزینهٔ ارائه خدمات بهداشت و درمان را دارند ولی کیفیت خدمات مراقبت را بهبود می‌بخشند. این سیستم اساساً به سیستم انحصاری ارائه و دریافت مراقبت‌های بهداشتی آمریکا از زمان اجرای آن در اوایل دهه ۱۹۸۰ تبدیل شده‌است و تا حد زیادی تحت تأثیر قانون مراقبت‌های قابل انجام ۲۰۱۰ قرار نگرفته‌است.
هدف از آن کاهش هزینه‌های مراقبت بهداشتی غیرضروری از طریق مکانیسم‌های گوناگون، از جمله: مشوق‌های اقتصادی برای پزشکان و بیماران برای انتخاب شیوه‌های کم‌تر پرهزینه برای جراحی سرپایی؛ ایجاد انگیزه‌های تقسیم هزینه برای جراحی سرپایی، قراردادهای انتخابی با ارائه‌کنندگان خدمات بهداشتی؛ و مدیریت فشرده موارد مراقبت‌های بهداشتی با هزینه بالا است.